# Wojska rakietowe i artyleria
Wojska rakietowe i artyleria – rodzaj wojsk wchodzących w skład wojsk lądowych
Wojska rakietowe i artyleria (WRiA) występują we wszystkich rodzajach sił zbrojnych. Zrodziły się z połączenia wojsk rakietowych i z artylerii. WRiA, wspólnie z lotnictwem, realizują wsparcie ogniowe wojsk lądowych.

## Historia wojsk rakietowych i artylerii
Rodowód wojsk rakietowych i artylerii sięga starożytności – do dysponującej machinami miotającymi artylerii przedogniowej. Wykorzystane one były w czasie oblegania i obrony twierdz, a mniejsze także w polu. W XIV na polu walki pojawiły bombardy – pierwsze działa ogniowe. Ich obsługą, montowaniem i użyciem zajmowali się rzemieślnicy. Były to swoiste świadczenia osobowe na rzecz wojska. W XVI wieku wykorzystywane w bitwach działa stały się lżejsze, a artyleria uzyskała status osobnego rozdaj wojsk. Żywiołowy rozwój artylerii nastąpił w XIX i XX wieku. W okresie I wojny światowej 75% wszystkich strat było następstwem ognia artylerii. W tym czasie pojawiły się również jednostki artylerii przeciwpancernej i przeciwlotniczej, a w II wojnie światowej – artylerii rakietowej.

W okresie powojennym zaczęto przystosowywać artylerię do strzelania pociskami atomowymi. W tym też czasie ukształtowały się współczesne wojska rakietowe.
Wraz ze wzrostem zagrożenia z powietrza, z artylerii, jako osobny rodzaj wojsk, wydzielono wojska obrony przeciwlotniczej.

## Charakterystyka

Znak taktyczny artylerii

i wojsk rakietowych

Podział wojsk rakietowych i artylerii
Wyposażone są w trzy grupy środków ogniowych różniące się właściwościami bojowymi i przeznaczeniem:
- rakiety taktyczne
- artylerię do ognia pośredniego
  - artyleria lufowa
  - artyleria rakietowa
  - moździerze
- artyleryjskie środki przeciwpancerne
  - lufowa artyleria przeciwpancerna
  - zestawy przeciwpancernych pocisków kierowanych
  - ciężkie granatniki przeciwpancerne

W skład wojsk rakietowych i artylerii wchodzą również pododdziały:
- rozpoznania artyleryjskiego
- topogeodezyjne
- meteorologiczne

Zasadniczym ich zadaniem jest dostarczanie danych niezbędnych do prowadzenia ognia.
Zadania wojsk rakietowych i artylerii
Dysponując różnorodnym sprzętem, wojska rakietowe i artyleria są ważnym środkiem rażenia przeciwnika oraz podstawowym środkiem wsparcia ogniowego wojsk walczących we wszystkich rodzajach działań bojowych.
Wykonując wsparcie ogniowe wojsk lądowych, wojska rakietowe i artyleria mogą swoim ogniem realizować spektrum zadań w różnorodnych sytuacjach. Przede wszystkim mogą niszczyć, obezwładniać podstawowe środki walki i obsługujących je żołnierzy przeciwnika oraz burzyć umocnienia obronne i inne urządzenia. Ponadto WRiA mogą również wzbraniać ataki i manewr, dezorganizować działania bojowe, dowodzenie i zaopatrywanie przeciwnika, blokować jego manewr, oślepiać system obserwacji, izolować określone zgrupowania wojsk, nękać przeciwnika, prowadzić osłonę ogniową, maskować ugrupowanie wojsk własnych i ich manewr dymem, oświetlać teren i przeciwnika, zdalnie minować teren i siły przeciwnika.
Związki taktyczne, oddziały i pododdziały artylerii, realizując zadania wsparcia ogniowego, prowadzą działania bojowe w składzie ogólnowojskowych związków operacyjnych (taktycznych), oddziałów i pododdziałów. Ich miejsce w operacji (walce) wynika z etatowego podporządkowania organizacyjnego lub jest określane rozkazami przełożonych w przypadku zmiany tego podporządkowania. Ogólnowojskowy związek operacyjny (taktyczny), oddział i pododdział może posiadać etatowe (organiczne) jednostki wojsk rakietowych i artylerii oraz przydzielone. Ponadto działania bojowe związku taktycznego (oddziału) mogą być wzmacniane ogniem artylerii wyższego szczebla.
Przydział artylerii oraz wzmocnienie ogniem pozwala wyższemu dowódcy elastycznie wpływać na przebieg operacji (walki) poprzez manewr sprzętem i ogniem, stosownie do zadań podległych jednostek oraz przebiegu ich realizacji. Dowódcy ogólnowojskowi decydują w pełnym zakresie o sposobie wykorzystania podległych wojsk rakietowych i artylerii (organicznej i przydzielonej) oraz stawiają im zadania taktyczne. Formułują również zadania taktyczne (żądania ognia) w zakresie wyznaczonego im wzmocnienia ogniem.

## Współczesne jednostki wojsk rakietowych i artylerii w Polsce
W strukturze organizacyjnej WRiA występują (2018): pułki artylerii, dywizjony artylerii samobieżnej oraz kompanie wsparcia.
Pułk artylerii jest oddziałem artylerii przeznaczonym do wsparcia ogniowego działań bojowych dywizji. W wojskach lądowych występują trzy pułki artylerii, różniące się liczbą oraz rodzajem dywizjonów ogniowych (2018). W skład pułku  wchodzi dywizjon dowodzenia, dywizjony artylerii samobieżnej i rakietowej oraz batalion logistyczny. 

Dywizjon artylerii samobieżnej brygady ogólnowojskowej przeznaczony jest do realizacji bliskiego wsparcia ogniowego batalionów, natomiast kompania wsparcia jest etatowym pododdziałem wsparcia ogniowego batalionu zmechanizowanego
| Logo | Nazwa jednostki                             | Miejsce     |
| ---- | ------------------------------------------- | ----------- |
|      | 11 Mazurski pułk artylerii                  | Węgorzewo   |
|      | 23 Śląski pułk artylerii                    | Bolesławiec |
|      | 5 Lubuski pułk artylerii                    | Sulechów    |
|      | 14 Suwalski pułk artylerii przeciwpancernej | Suwałki     |

## Symbolika wojsk rakietowych i artylerii w Polsce

Korpusówka
Oznaka rozpoznawcza
Oznaka specjalisty artylerii naziemnej
Oznaka specjalisty artylerii rakietowej
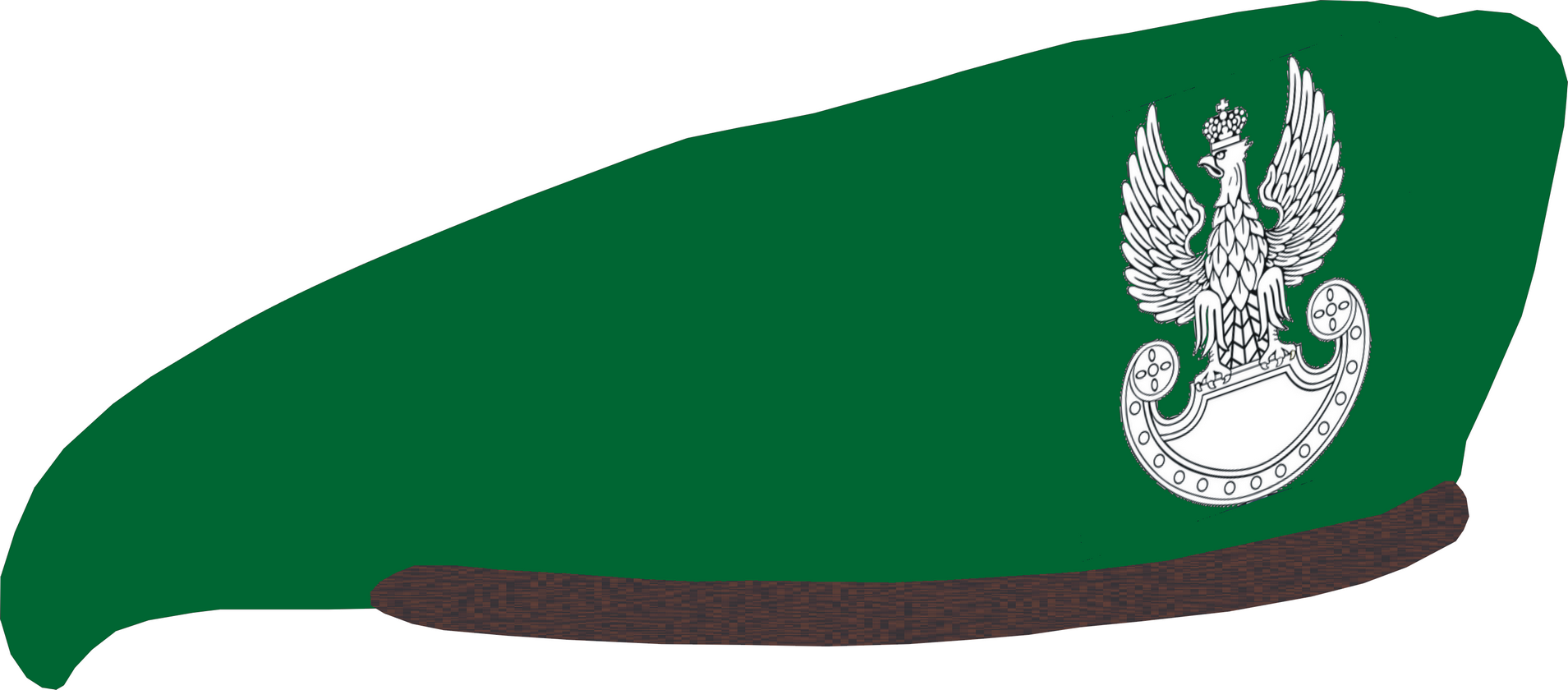
Zielony beret (ogólnowojskowy)
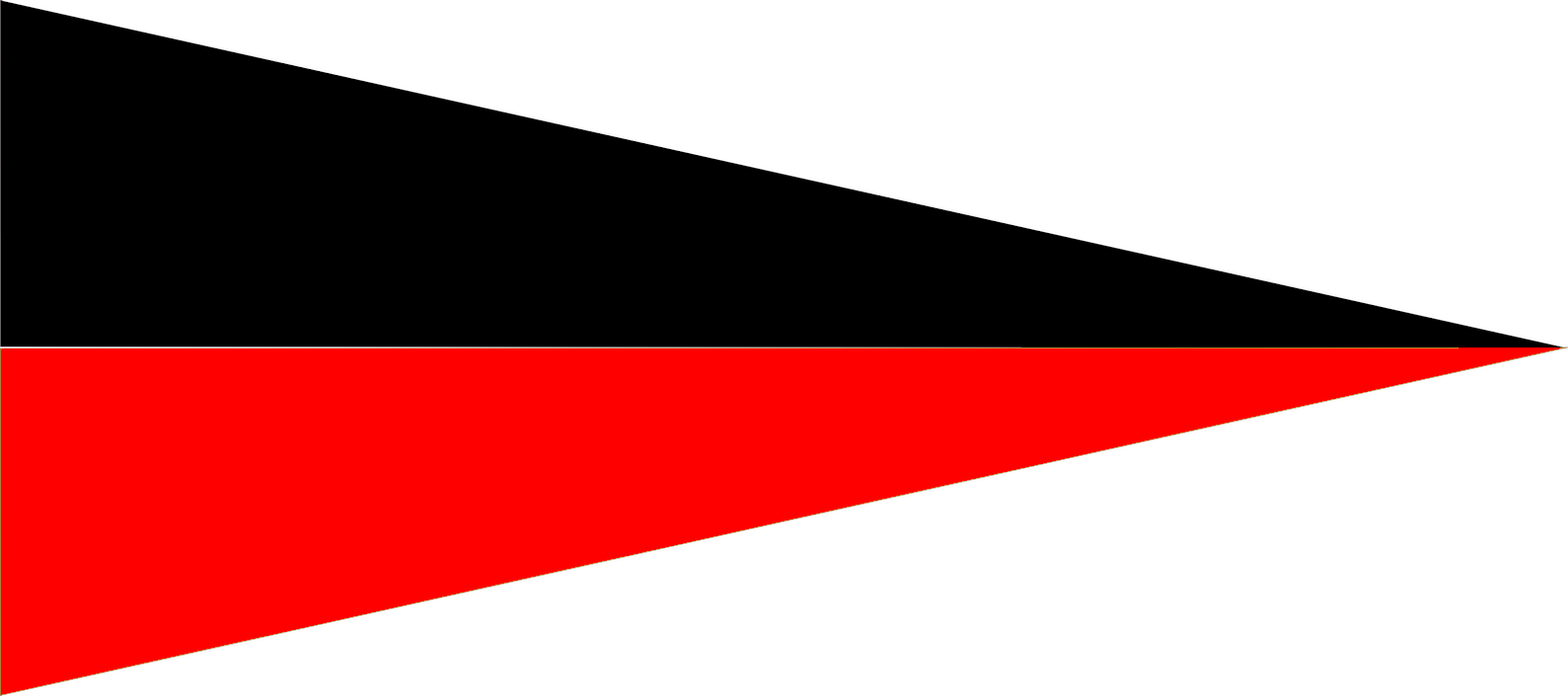
Proporczyk (1943 – 1944)
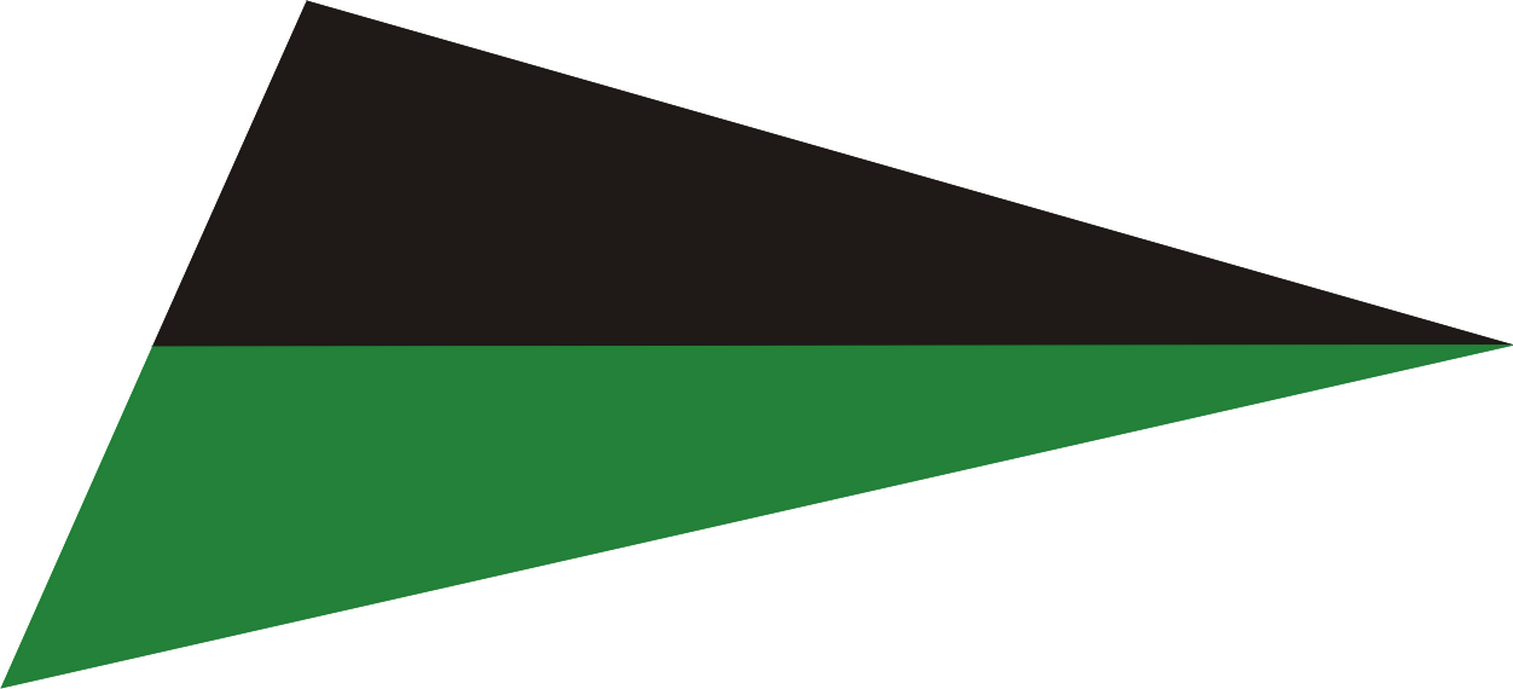
Proporczyk (1945 – 1949)
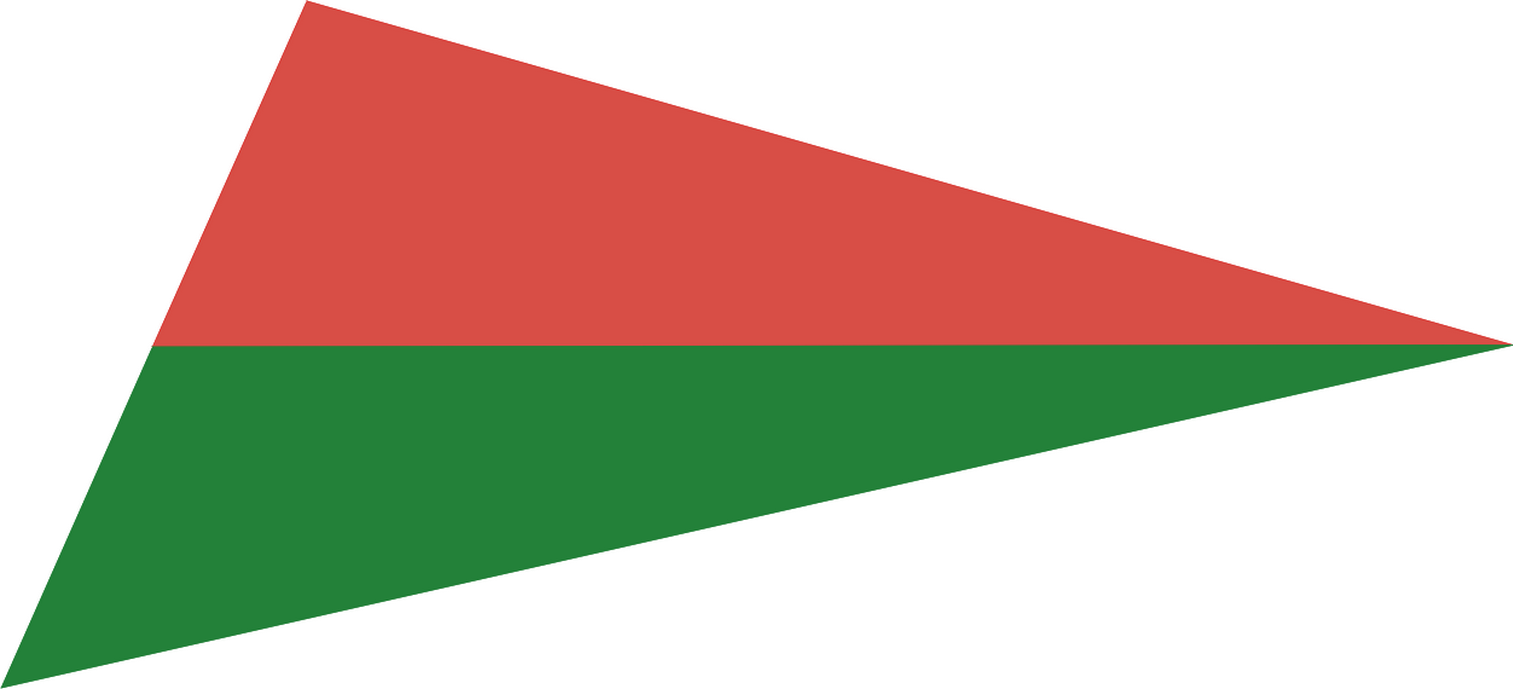
Proporczyk (1945 – 1949)
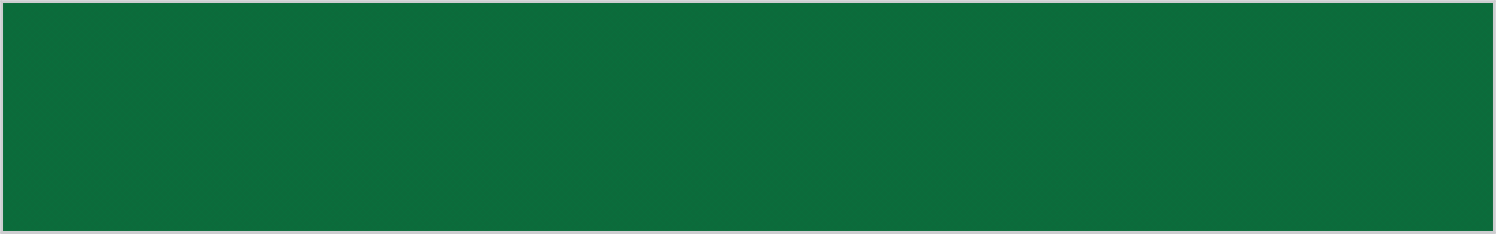
Otok